# Rafał Markowski

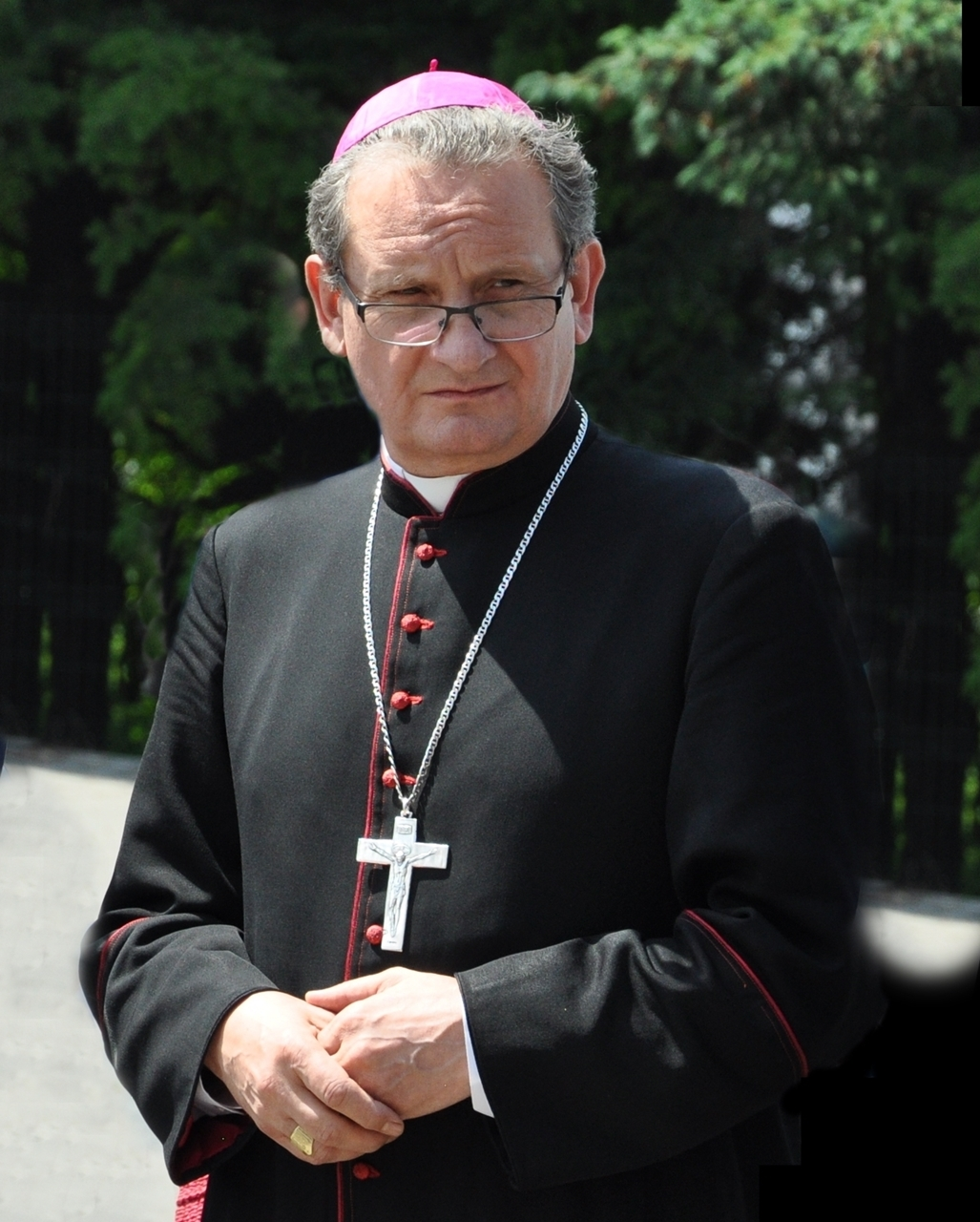
Rafał Markowski (2019)

Bischofswappen von Rafał Markowski

Rafał Maciej Markowski (* 16. April 1958 in Józefów, Woiwodschaft Warschau) ist ein polnischer römisch-katholischer Geistlicher, Theologe und Weihbischof in Warschau.

## Leben
Rafał Markowski besuchte das Kleine Seminar in Płock und erlangte dort das Abitur. Von 1976 bis 1982 studierte er Philosophie und Katholische Theologie am Priesterseminar in Warschau. Dort erlangte er mit der Arbeit Przedmiot przeżyć religijnych w świetle fenomenologii religii Gerarda van der Leeuwa („Der Gegenstand der religiösen Erfahrung im Lichte der Religionsphänomenologie von Gerardus van der Leeuw“) einen Magister Theologiae. Er empfing am 6. Juni 1982 in der Johanneskathedrale in Warschau durch den Erzbischof von Warschau, Józef Glemp, das Sakrament der Priesterweihe für das Erzbistum Warschau.
Nach der Priesterweihe war Markowski zunächst als Pfarrvikar der Pfarrei St. Nikolaus in Warka tätig. 1985 setzte er sein Studien an der Katholischen Theologischen Akademie Warschau fort, an der er 1986 mit der Arbeit Pojęcie sacrum w świetle fenomenologii religii Mircea Eliade („Der Begriff des Sacrum im Lichte der Religionsphänomenologie von Mircea Eliade“) ein Lizenziat erwarb und 1991 bei Tadeusz Dajczer mit der Arbeit Pojęcie sunnickiej społeczności muzułmańskiej (Umma) w ujęciu porównania ze współczesną katolicką koncepcją Kościoła („Das Konzept der sunnitisch-muslimischen Gemeinschaft (Umma) im Vergleich zum zeitgenössischen katholischen Konzept der Kirche“) zum Doktor der Theologie im Fach Fundamentaltheologie promoviert wurde. Daneben war er von 1985 bis 1987 Seelsorger in der Pfarrei Mariä Himmelfahrt in Konstancin.
Von 1987 bis 1993 war Markowski Disziplinarpräfekt am Priesterseminar in Warschau, bevor er Direktor des kirchlichen Radiosenders Plus wurde. Am 18. Januar 1999 verlieh ihm Papst Johannes Paul II. den Ehrentitel Päpstlicher Ehrenkaplan. Ab 2002 wirkte Markowski als Rektor der Kirche Selige Jungfrau Maria, Mutter Gottes in Warschau und ab 2008 zusätzlich als Pressesprecher des Erzbistums Warschau. Außerdem war er von 2012 bis 2013 auch Verwalter des Bischofshauses. Zudem lehrte er bereits ab 1992 als außerplanmäßiger Professor Religionswissenschaft an der Kardinal-Stefan-Wyszyński-Universität Warschau und an der Päpstlichen Theologischen Fakultät in Warschau. Darüber hinaus gehörte er ab 2006 der Kommission für den Dialog mit den nichtchristlichen Religionen der Polnischen Bischofskonferenz und ab 2007 der Warschauer Theologischen Gesellschaft Pater Roman Archutowski an.
Am 4. November 2013 ernannte ihn Papst Franziskus zum Titularbischof von Obba und bestellte ihn zum Weihbischof in Warschau. Der Erzbischof von Warschau, Kazimierz Kardinal Nycz, spendete ihm sowie dem gleichzeitig ernannten Weihbischof Józef Górzyński am 7. Dezember desselben Jahres in der Johanneskathedrale in Warschau die Bischofsweihe; Mitkonsekratoren waren der emeritierte Bischof von Warschau-Praga, Kazimierz Romaniuk, und der Apostolische Nuntius in Polen, Erzbischof Celestino Migliore. Markowski wählte den Wahlspruch Jezu, ufam Tobie („Jesus, auf dich vertraue ich“). Als Weihbischof ist Markowski zudem Generalvikar des Erzbistums Warschau. In dieser Funktion sind seine Zuständigkeitsbereiche die finanziellen Angelegenheiten, die wirtschaftlich-administrativen Angelegenheiten, die Wirtschaftsräte in den Pfarreien, die Sakralbauten, die Mitwirkung bei der Verwaltung größerer Investitionen sowie die Caritas auf diözesaner und pfarrlicher Ebene. Darüber hinaus gehört er dem Konsultorenkollegium und dem Priesterrat des Erzbistums, als dessen stellvertretender Vorsitzender er zugleich fungiert, an. Daneben wurde er 2014 an der Kardinal-Stefan-Wyszyński-Universität Warschau mit der Arbeit Rozumienie chrześcijaństwa w badaniach ks. Tadeusza Dajczera w kontekście fenomenologi religii („Das Christentum in der Forschung von Pater Tadeusz Dajczer im Kontext der Phänomenologie der Religion verstehen“) im Fach Religionstheologie habilitiert. 2016 war Markowski einer der Botschafter des Weltjugendtags in Krakau. Ferner leitete er von 2019 bis 2021 das diözesane Organisationskomitee für die Seligsprechungsfeier von Stefan Kardinal Wyszyński und Róża Czacka.
In der Polnischen Bischofskonferenz fungierte Markowski von 2016 bis 2022 als Vorsitzender des Rates für den interreligiösen Dialog und des Ausschusses für den Dialog mit dem Judentum. Seit 2022 leitet er den Rat für die sozialen Medien. Überdies gehört er seit 2021 dem Programmrat der Katholischen Nachrichtenagentur und dem Rat der Stiftung für den katholischen Informationsaustausch an. Zuvor war er ab 2014 Mitglied des Rates für die Kultur und den Schutz des kulturellen Erbes.
Sein Bruder ist Grzegorz Markowski (* 1953), Frontmann der Band Perfect.

## Wappen
Mit dem blauen Hintergrund des Wappens nimmt Rafał Markowski Bezug auf die Gottesmutter Maria. Im oberen Teil des Wappens ist ein Christusmonogramm dargestellt. Der weiße und der rote Strahl, die vom Monogram ausgehen, verweisen auf ein Bild der heiligen Maria Faustyna Kowalska. Außerdem ist eine Harfe zu sehen, die für Kunst und Musik steht. Beides spielt in der Familie Markowskis eine große Rolle.

## Schriften
- Pojęcie sunnickiej społeczności muzułmańskiej (Umma) w ujęciu porównania ze współczesną katolicką koncepcją Kościoła. Katholische Theologische Akademie, Warschau 1991.
- Muzułmańskie pojęcie zbawienia w ujęciu porównawczym z doktryną katolicką. In: Warszawskie Studia Teologiczne. Band 18, 2005, OCLC 922439971, S. 221–231.
- Element władzy centralnej w strukturze społeczności muzułmańskiej. In: Studia Loviciensia. Nr. 8, 2006, OCLC 999251995, S. 189–208.
- Józef Kowalczyk, Rafał Markowski: Świadectwo i służba. Rozmowy o życiu i Kościele. Oficyna Wydawniczo-Poligraficzna „Adam“, Warschau 2008, ISBN 978-83-7232-830-4.
- Al-Haladż – mistyk i męczennik islamu. In: Ateneum Kapłańskie. Band 151, Nr. 2, 2008, OCLC 922211555, S. 234–242.
- Pojęcie „religii archaicznych“ w świetle badań Mircea Eliade. In: Nurt SVD. Band 43, Nr. 1, 2009, OCLC 922188538, S. 359–372.
- Specyfika duchowości sufickiej. In: Warszawskie Studia Teologiczne. Band 22, Nr. 2, 2009, OCLC 922441157, S. 263–274.
- Fenomenologiczne interpretacje pojęcia sacrum. In: Warszawskie Studia Teologiczne. Band 23, Nr. 2, 2010, OCLC 922441644, S. 71–80.
- Symbolika rytualnych praktyk sufickiego bractwa Mawlawiyya. In: Nurt SVD. Band 45, Nr. 1, 2011, OCLC 922179204, S. 117–129.
- Rodzina nadzieją ludzkości: studium religioznawcze. In: Communio. Band 33, Nr. 1, 2013, OCLC 922393094, S. 177–189.
- Czas i eschatologia w islamie. In: Communio. Band 33, Nr. 3, 2013, OCLC 922392939, S. 114–128.
- Rozumienie chrześcijaństwa w badaniach ks. Tadeusza Dajczera w kontekście fenomenologi religii. Oficyna Wydawniczo-Poligraficzna „Adam“, Warschau 2013, ISBN 978-83-7821-066-5.